# Ivo Anžlovar
Ivo Anžlovar slovenski operni pevec, baritonist, * 4. avgust 1915, Trst, † 31. december 1974, Ljubljana.
Rodil se je očetu Ivu st. in materi Ani (roj. Papež). Solopetja se je učil, ko je v Zagrebu študiral na Visoki komercialni šoli. V gledališki sezoni 1936/1937 je nastopal v zboru mariborske Opere. Pel je vrsto baritonskih vlog, med drugim tudi kralja Vladislava v Smetanovem Daliborju in grofa Luno v Verdijevem Trubadurju. V sezoni 1939/1940 je nastopal na odru ljubljanske operne hiše kjer je interpretiral veliko število srednjih in manjših vlog. Njegov glas je bil dramsko obarvan, izstopal pa je tudi kot izredno dober igralec. 